# Eugeniusz Arendarczyk
Eugeniusz Arendarczyk ps. „Płuciennik” (ur. 19 czerwca 1899 w Warszawie, zm. 13 kwietnia 1988 tamże) - żołnierz Wojska Polskiego w stopniu podporucznika i uczestnik Powstania Warszawskiego, opiekun miejsc pamięci narodowej.

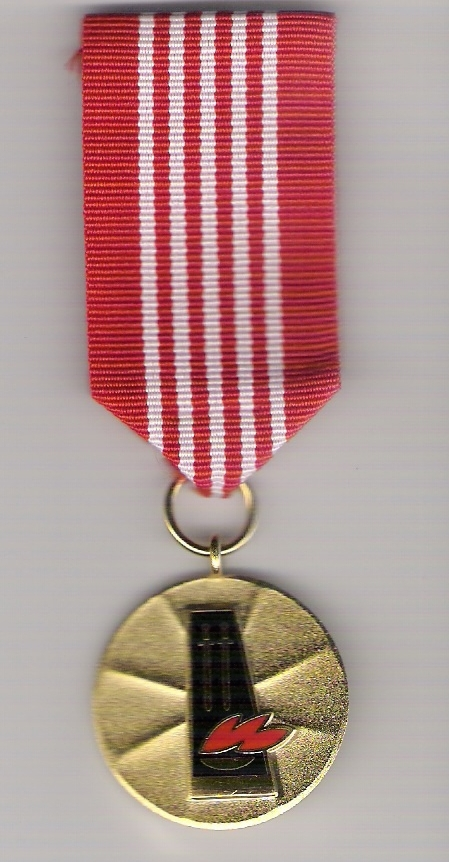
Medal „Opiekun Miejsc Pamięci Narodowej”

## Życiorys
Wykształcenie średnie uzyskał w szkole Zgromadzenia Kupców w Warszawie. W roku 1918 wstąpił do Szkoły Podchorążych Kwatermistrzostwa. Po odbyciu służby wojskowej został awansowany do stopnia podporucznika Wojska Polskiego. Na przełomie lat dwudziestych i trzydziestych kształcił się w Wolnej Wszechnicy Nauk Politycznych. Z zawodu był księgowym. Do roku 1944 pracował w biurze przedsiębiorstwa „Wielkie Piece i Zakłady Ostrowieckie”.
Zmobilizowany w czasie kampanii wrześniowej, brał udział w walkach na terenie Wołynia. Po zakończeniu wojny obronnej Eugeniusz Arendarczyk wrócił do Warszawy, gdzie w 1941 roku nawiązał kontakt ze Związkiem Walki Zbrojnej i dołączył do Zgrupowania „Konrad” w Śródmieściu. Przez cały okres okupacji w jego domu było prowadzone tajne nauczanie, odbywały się zbiórki żołnierzy AK oraz prowadzona była podchorążówka. W szkoleniu brali udział jego dwaj synowie: Witold i Zbigniew. W mieszkaniu rodziny Arendarczyków przechowywana była również broń. Podczas Powstania Warszawskiego pełnił funkcję zastępcy dowódcy plutonu 123 wchodzącego w skład 12. Kompanii Wojskowej Służby Ochrony Powstania. Przeszedł szlak bojowy ze Starego Miasta, kanałami do Śródmieścia Północnego. Walczył na Powiślu oraz w Śródmieściu Południowym.
Po upadku Powstania został internowany w obozie Sandbostel (Stalag X B), a później w Lubce. Wrócił do kraju w grudniu 1945 roku. Pracuje kolejno w Wydawnictwie „Czytelnik”, następnie w Przedsiębiorstwie RUCH, na stanowisku wicedyrektora, a później w PP Przedsiębiorstwie Reklamy Handlu Zagranicznego. W roku 1964 został przeszedł na emeryturę.
Po odnalezieniu w 1945 r. mogiły powstańców warszawskich w Pęcicach, gdzie znaleziono również zwłoki jego syna Zbigniewa, uczestniczył w pracach Komitetu Rodzicielskiego do wybudowania Pomnika Mauzoleum. W 1976 roku nadano mu Medal „Opiekun Miejsc Pamięci Narodowej”. Zmarł 13 kwietnia 1988 roku. Pochowany został na Cmentarzu Bródnowskim.

## Życie prywatne
W 1922 roku wziął ślub ze Stanisławą z domu Pawluk, z którą doczekał się trzech synów: Zbigniewa, Witolda i Bogusława. Dwóch najstarszych synów brało udział w konspiracji. W czasie oblężenia Warszawy w 1939 roku jego żona prowadziła w kamienicy przy ulicy Złotej 38/28 kuchnię polową dla żołnierzy i cywilów. Prowadziła ją także podczas Powstania warszawskiego.